# 新野峠

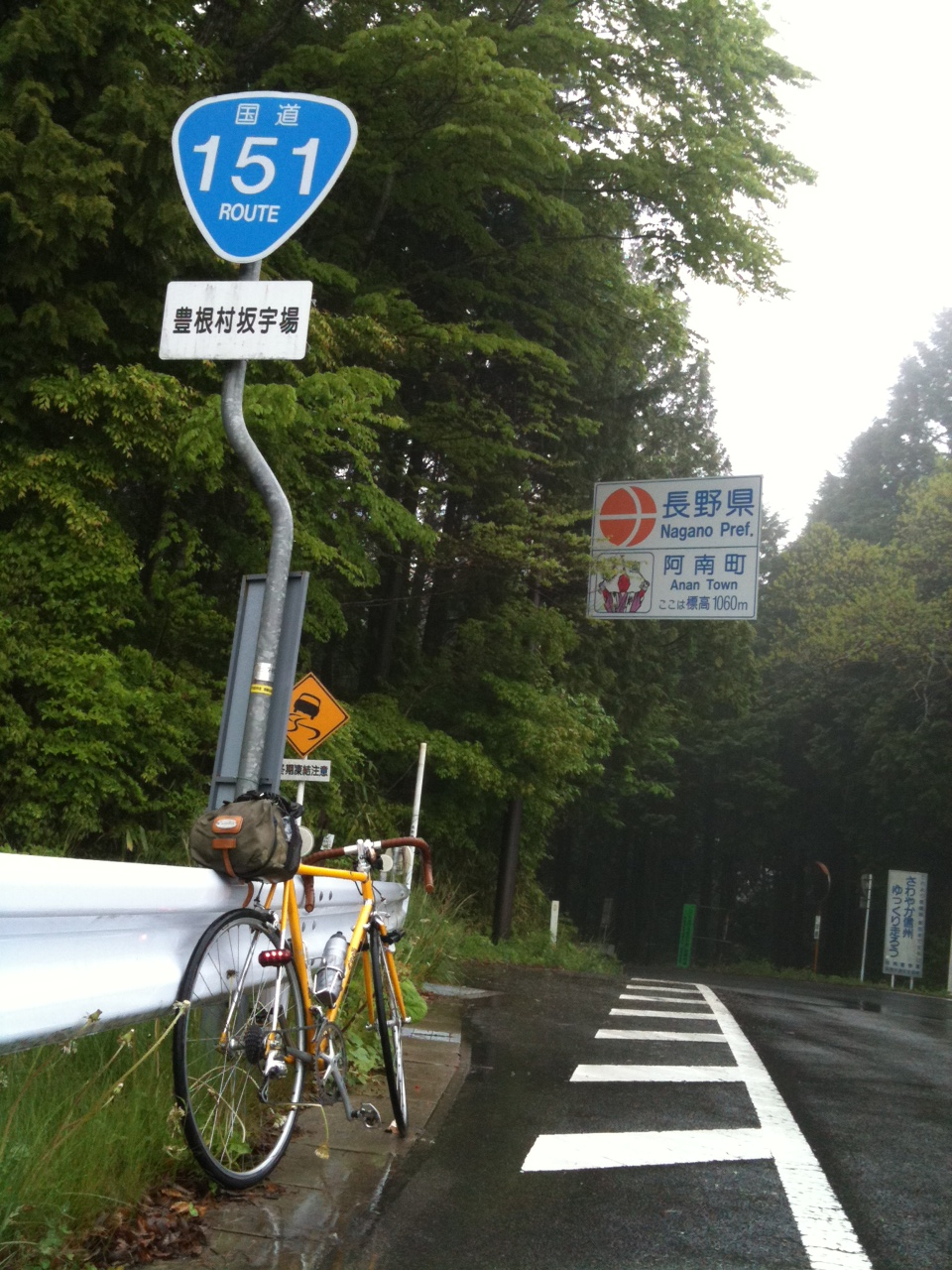
新野峠（愛知県豊根村・長野県阿南町）

新野峠（にいのとうげ）は、愛知県北設楽郡豊根村と長野県下伊那郡阿南町の境に位置する峠。標高は1,060m。東三河と伊那盆地を結ぶ峠でもある。

## 歴史
古くから、遠州灘沿岸から伊那盆地を結ぶ交通の要衝であった。江戸時代までは、遠州灘沿岸の塩を、中山道沿線の塩尻宿まで運搬する際に、遠江国からは兵越峠を利用したのに対して、東三河からはこの新野峠を利用していた。
戦国時代、特に長篠の戦いまでは、新野峠以北が武田信玄の領土で、新野峠以南が今川義元や徳川家康の領土であった。長篠の戦いで武田氏が亡ぶと、新野峠で向かい合う伊那盆地と東三河は、徳川家康の領土に入れ替わった。
現在では、新野峠には国道151号が通っており、三遠南信（天竜川流域）における交通の要衝となっている。また、兵越峠を通る国道152号が未だ開通していないため、遠州灘沿岸から伊那地方に行くには、この新野峠を通らねばならない。